# Einar Eyjólfsson
Einar Eyjólfsson (nórdico antiguo: Einarr Þveræingur, n. 940) fue un caudillo vikingo de Islandia e influyente bóndi de los Möðruvellingar que vivió en Eyjafjörður, Islandia. Era hijo de Eyjólfur Valgerðsson y hermano del goði Gudmundur Eyjólfsson. Es uno de los personajes principales de la saga Ljósvetninga, y saga de Víga-Glúms, pero su influencia se percible por la presencia en otras sagas nórdicas: saga Þórðar hreðu, saga Eyrbyggja, saga Vatnsdœla, y saga Íslendinga.
En algunos registros aparece como Einarr þveræingr Eyjólfsson, por los lazos familiares con sus vecinos þveræingar.

## Herencia
Se casó con Guðrún Klyppsdóttir (n. 941), una hija de Klypp Thordsson y tuvo mucha descendencia:
- Áslákur Einarsson (n. 960).
- Valgerður Einarsdóttir (n. 961), quien sería esposa de Grímur Oddsson (n. 957).[10]
- Klyppur (n. 962).
- Halldóra (n. 963), quien sería esposa de Þórarinn Þórisson de Hof í Vopnafirði.[11]
- Jórunn (n. 964), quien sería esposa de Þorkell Geitirsson. Jórunn aparece también como personaje en la saga Droplaugarsona y saga Vápnfirðinga.[12]
- Helga (n. 971), que casó dos veces, con Ljótur Hallsson (978 - 1010) hacia 995,[13] y con Þorgils Arason de Austur-Barðastrandarsýsla en 1013.
- Vigdis (n. 973)
- Skeggi Einarsson
- Hallfríður (n. 978), quien sería esposa de Snorri Goði.
- Þorleifur (n. 980).
- Otra Vigdis (n. 989), quien sería esposa de Ketill Þorvaldsson (n. 965).[14][15]

## Independencia de Islandia
Einar pasó a la historia como líder que encabezó el rechazo de los bóndi islandeses frente a las pretensiones de Olaf II el Santo de convertir Grímsey en una base naval para la flota noruega. Su discurso fue famoso y usado popularmente en la lucha por la independencia y contra la creación de una base americana en Keflavík en 1951.